# Mozilla Composer
Mozilla Composer je open source HTML editor, který je součástí balíku webových aplikací Mozilla Suite, později pouze pod značením Composer jako součást SeaMonkey. Jedná se o multiplatformní WYSIWYG editor, který umožňuje vytvářet webové stránky bez nutné znalosti HTML. Jedním z hlavních vývojářů byl Daniel Glazman.
Editor se stal základem pro samostatný editor Nvu, jehož vývoj sponzorovala společnost Linspire a vyvíjela Disruptive Innovations v čele s Danielem Glazmanem. Vývoj Nvu v současné době nepokračuje. Vznikl fork pod jménem KompoZer, který se snaží opravit hlavní chyby Nvu.
Hlavní vývoj nyní směřuje k samostatné aplikaci dočasně pojmenované Composer, kterou vyvíjí taktéž Daniel Glazman, a která by měla být postavena na XULRunneru. Pro tuto verzi je slibována řada vylepšení.